# Vanity Fair - La fiera delle vanità
Vanity Fair - La fiera delle vanità (Vanity Fair) è una miniserie televisiva britannica creata da Gwyneth Hughes e diretta da James Strong. È basata sul romanzo del 1848 La fiera delle vanità di William Makepeace Thackeray. È stata trasmessa dal 2 settembre al 7 ottobre 2018 su ITV e dallo stesso giorno è stata pubblicata su Amazon Video.
In Italia, la miniserie è andata in onda dal 26 ottobre al 16 novembre 2018 su La EFFE. Dal giugno 2022 è disponibile sulla piattaforma gratuita di serie tv Serially. 

## Trama
Il dramma racconta la storia di Becky Sharp durante il suo cammino per lasciarsi alle spalle la povertà e scalare l'alta società inglese, fino alla corte di Giorgio IV, tra inganni, crimini, amore, lotte, balli di corte e tradimenti, infrangendo cuori e perdendo fortune durante il suo percorso.

## Puntate
| nº | Titolo originale                           | Titolo italiano                                    | Prima TV UK       | Prima TV Italia  |
| -- | ------------------------------------------ | -------------------------------------------------- | ----------------- | ---------------- |
| 1  | Miss Sharp in the Presence of the Enemy    | Rebecca al cospetto del nemico                     | 2 settembre 2018  | 26 ottobre 2018  |
| 2  | Miss Sharp Begins to Make Friends          | La signorina Sharp inizia a farsi degli amici      | 3 settembre 2018  | 26 ottobre 2018  |
| 3  | A Quarrel about An Heiress                 | Una disputa per un'ereditiera                      | 9 settembre 2018  | 2 novembre 2018  |
| 4  | In Which Becky Joins Her Regiment          | Nel quale Becky raggiunge il suo reggimento        | 16 settembre 2018 | 2 novembre 2018  |
| 5  | In Which Battles Are Won and Lost          | Nel quale si vincono e si perdono battaglie        | 23 settembre 2018 | 9 novembre 2018  |
| 6  | In Which a Painter's Daughter Meets a King | Nella quale la figlia di un pittore incontra un re | 30 settembre 2018 | 9 novembre 2018  |
| 7  | Endings and Beginnings                     | La fine e l'inizio                                 | 7 ottobre 2018    | 16 novembre 2018 |

## Personaggi e interpreti

### Principali
- Rebecca "Becky" Sharp, interpretata da Olivia Cooke, doppiata da Eva Padoan.
Figlia di una cantante d’opera francese e di un pittore. Cinica arrampicatrice sociale, usa il fascino per sedurre gli uomini dell’alta società.
- Amelia "Emmy" Sedley, interpretata da Claudia Jessie, doppiata da Rossa Caputo.
Giovane ragazza affabile di una benestante famiglia londinese che diventa la migliore amica di Becky nell'accademia della signorina Pinkerton.
- Rawdon Crawley, interpretato da Tom Bateman, doppiato da Marco Vivio.
Capitano di cavalleria e il più giovane dei due fratelli Crawley, favorito della zia Matilda.
- William Dobbin, interpretato da Johnny Flynn, doppiato da Andrea Mete.
Colonnello del reggimento del City Light Horse e migliore amico di George Osborne, che prova sentimenti non corrisposti per Amelia.
- George Osborne, interpretato da Charlie Rowe, doppiato da Manuel Meli.
Figlio del commerciante John Osborne e amore d’infanzia, in seguito marito, di Amelia, che sfida il padre per sposarla.
- Sig. John Sedley, interpretato da Simon Russell Beale, doppiato da Roberto Stocchi.
Padre di Amelia e Jos e marito di Louisa che va in bancarotta.
- Sig.ina Pinkerton, interpretata da Suranne Jones, doppiata da Barbara De Bortoli.
Direttrice snob dell'accademia nella quale Becky insegna il francese.
- Sig. John Osborne, interpretato da Robert Pugh, doppiato da Ennio Coltorti.
Padre di George che gli proibisce di sposare Amelia.
- Joseph "Jos" Sedley, interpretato da David Fynn, doppiato da Simone Crisari.
Fratello di Amelia ed esattore a Boggley Wollah in India che ha un'iniziale attrazione per Becky.
- Sig.ra Louisa Sedley, interpretata da Claire Skinner, doppiata da Tiziana Avarista.
Madre di Amelia e Jos e moglie di John.
- Sir Pitt Crawley, interpretato da Martin Clunes, doppiato da Enzo Avolio.
Baronetto rude e dissoluto che assume Becky come istitutrice per le sue figlie.
- William Makepeace Thackeray, interpretato da Michael Palin, doppiato da Carlo Valli.
Autore del romanzo e narratore nel prologo di ogni puntata.
- Bute Crawley, interpretato da Mathew Baynton, doppiato da Emiliano Coltorti.
Figlio maggiore di Sir Pitt, fratello di Rawdon e devoto cristiano.
- Martha Crawley, interpretata da Sian Clifford, doppiata da Angela Brusa.
Moglie di Bute.
- Lady Matilda Crawley, interpretata da Frances de la Tour, doppiata da Aurora Cancian.
Ricca zia anziana dei fratelli Crawley.
- Lord Steyne, interpretato da Anthony Head, doppiato da Stefano Benassi.
Influente marchese attratto da Becky.

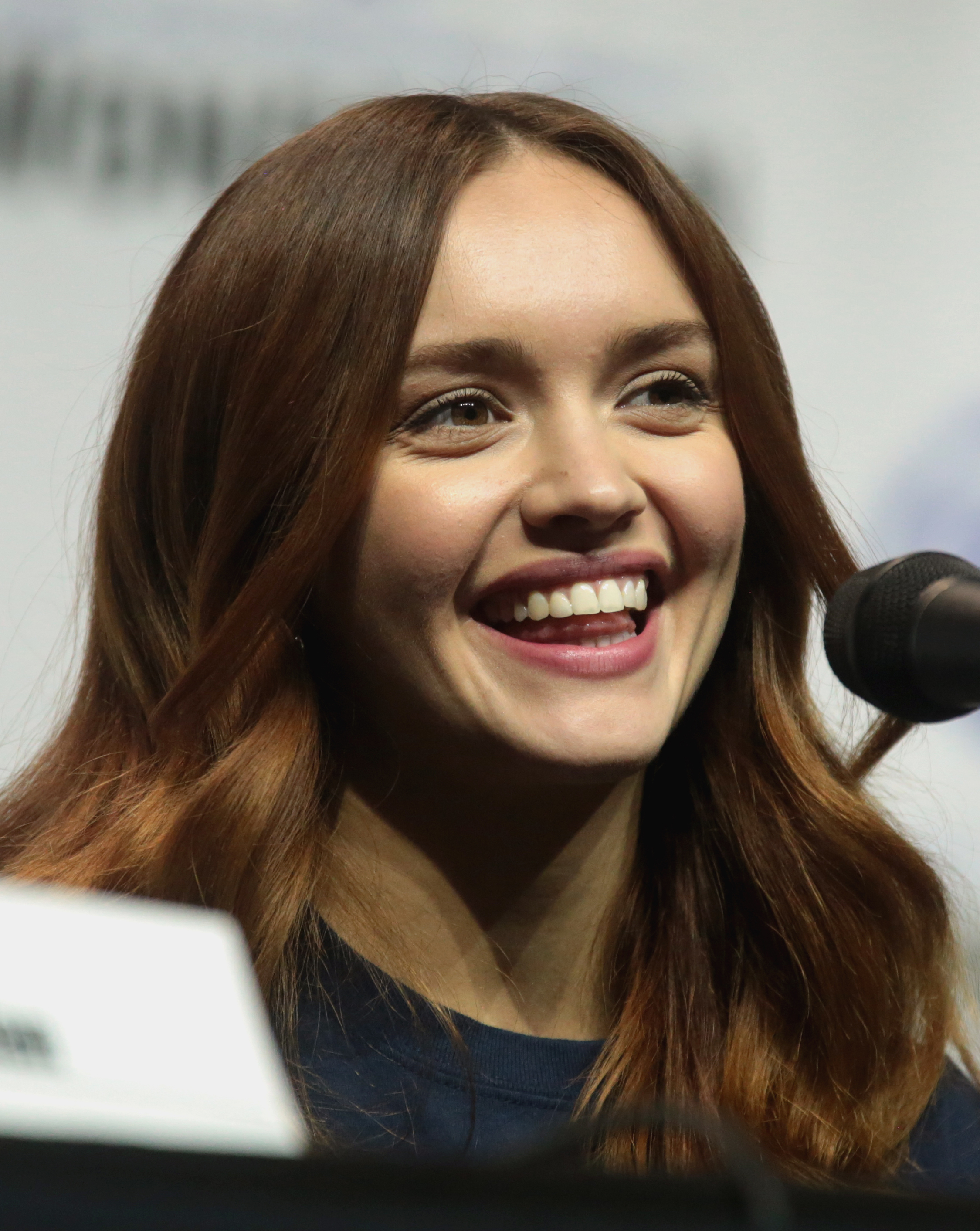
Olivia Cooke
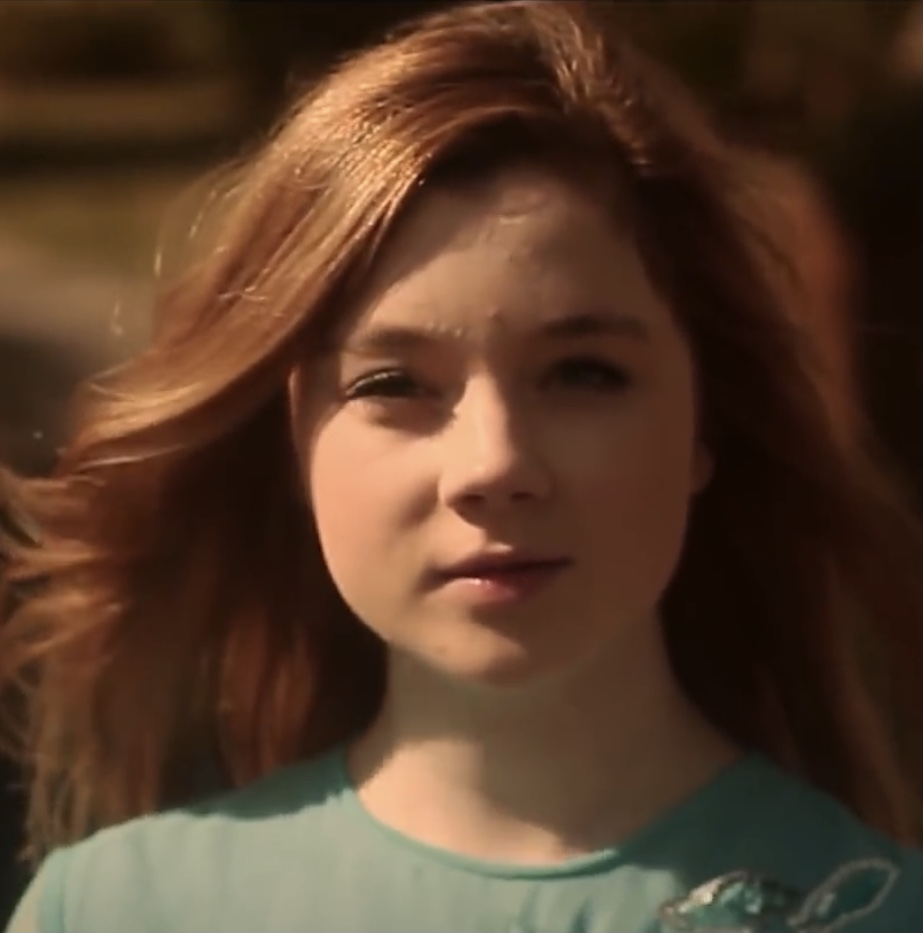
Claudia Jessie
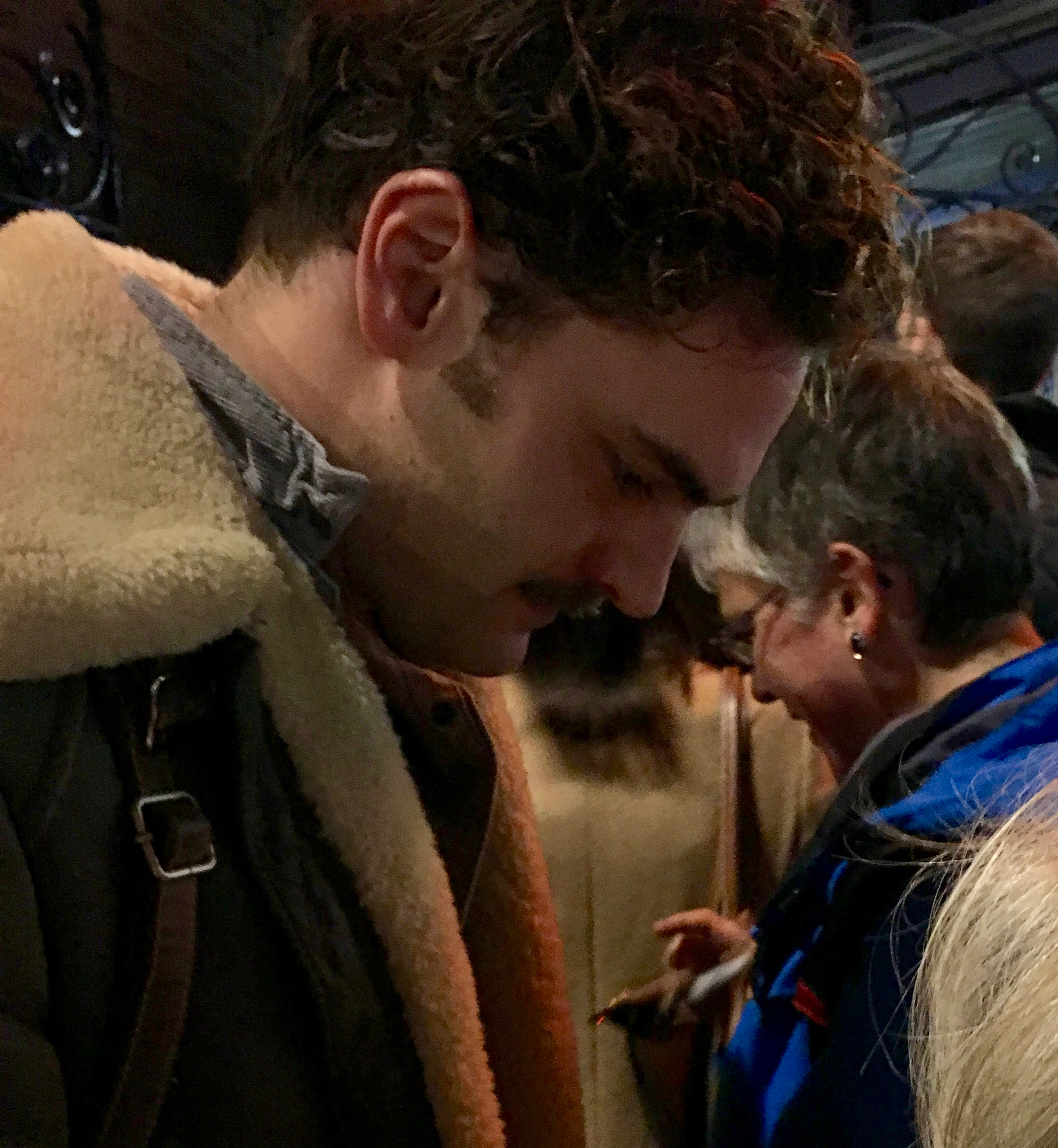
Tom Bateman
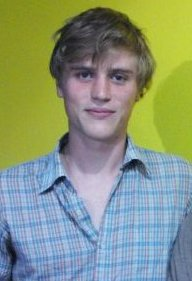
Johnny Flynn
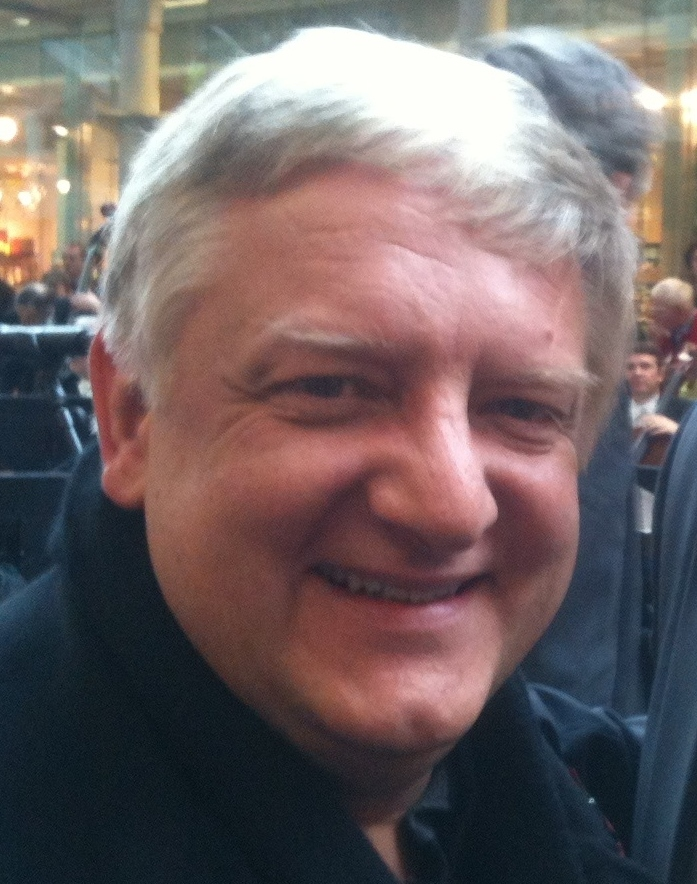
Simon Russell Beale
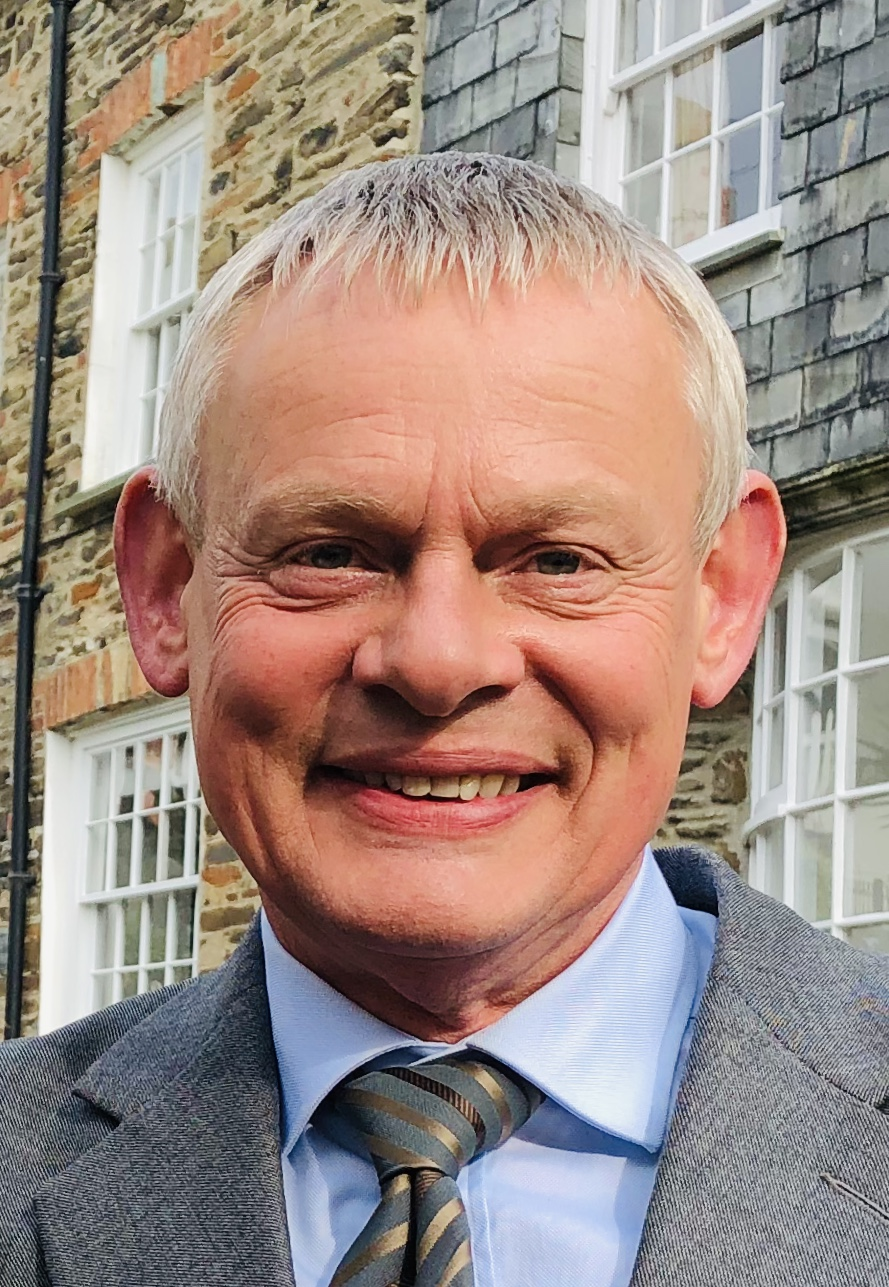
Martin Clunes
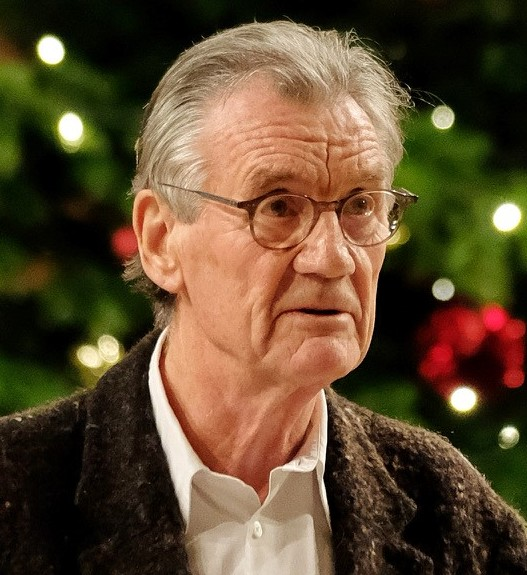
Michael Palin
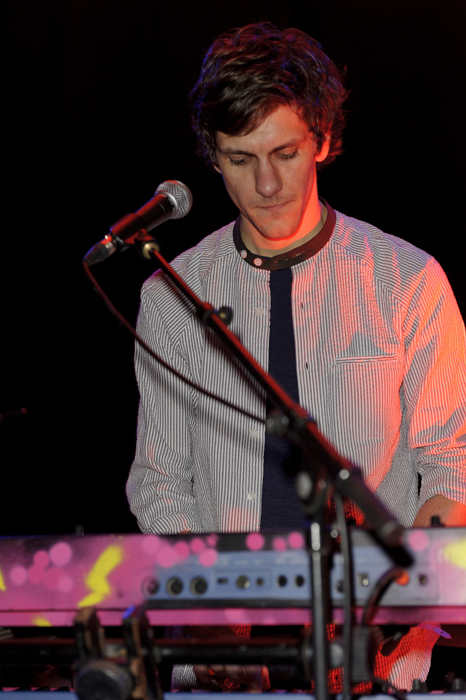
Mathew Baynton
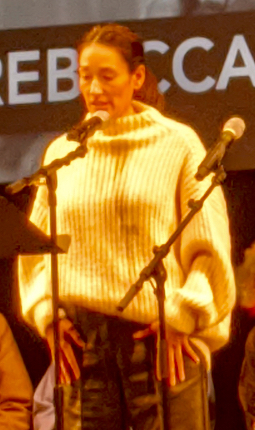
Sian Clifford
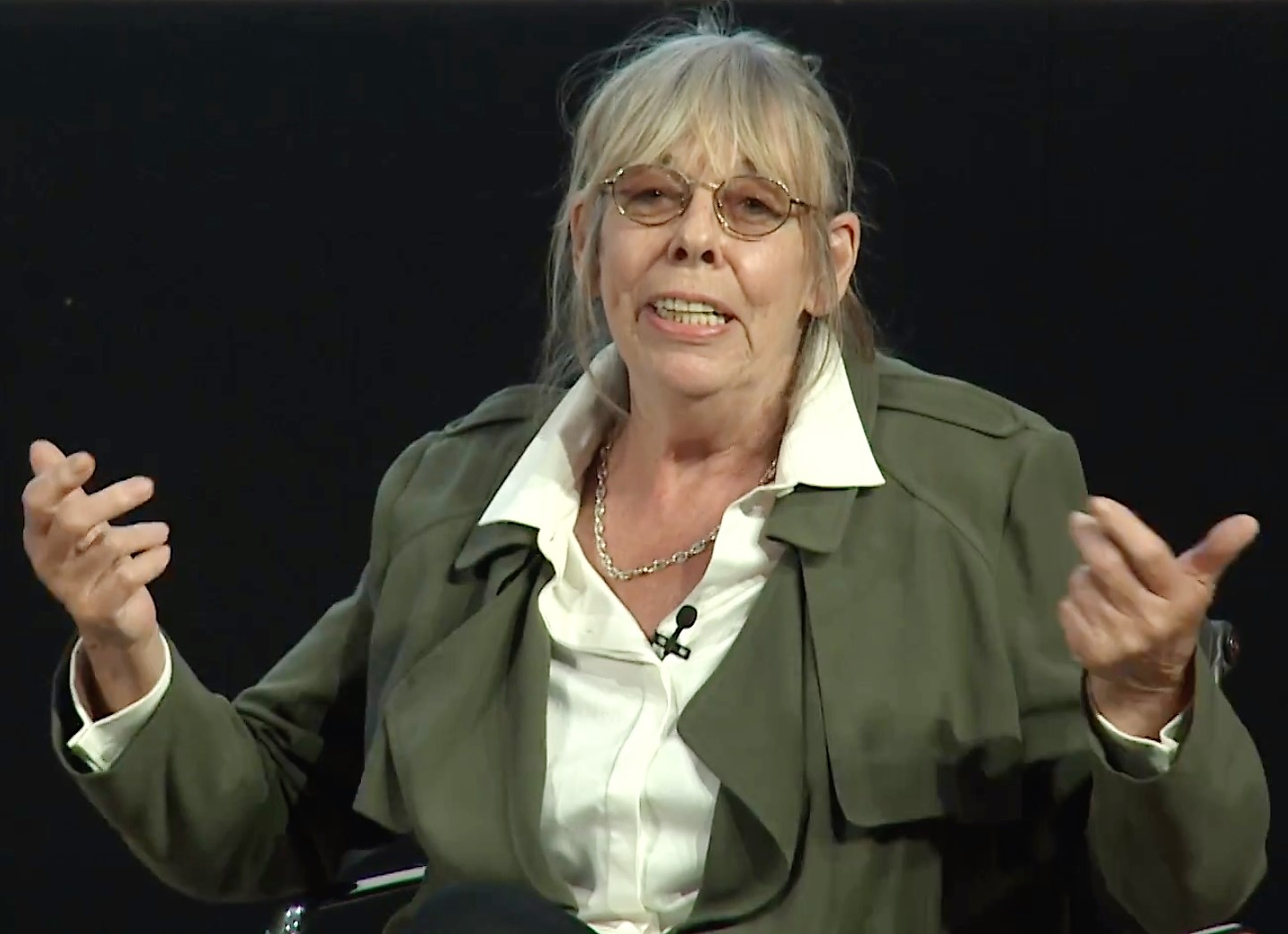
Frances de la Tour
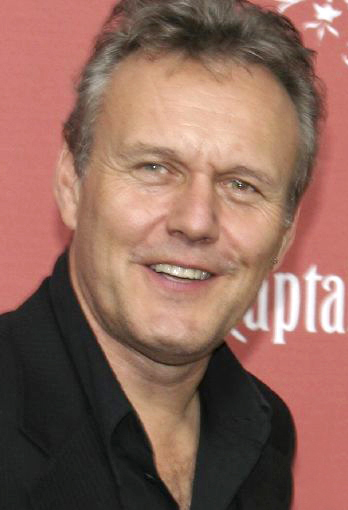
Anthony Head

### Ricorrenti
- Sam, interpretato da Richie Campbell.
Maggiordomo dei Sedley.
- Jane Osborne, interpretata da Ellie Kendrick, doppiata da Irene Trotta.
Sorella minore di George.
- Rose Crawley, interpretata da Niamh Durkin.
Figlia maggiore di Sir Pitt.
- Rawdy Crawley, interpretata da Rafferty Railton.
Figlia minore di Sir Pitt.
- Arabella Briggs, interpretata da Felicity Montagu, doppiata da Valeria Vidali.
Domestica di Lady Matilda.
- Horrocks, interpretato da Mike Grady, doppiato da Gianni Giuliano.
- Betsy Horrocks, interpretata da Lauren Crace
- Lady Bareacres, interpretata da Elizabeth Berrington.
Nobildonna distaccata nei confronti di Becky.
- Maggiore Michael O'Dowd interpretato da Patrick FitzSymons, doppiato da Gerolamo Alchieri.
Marito di Peggy.
- Sig.ra Peggy O'Dowd, interpretata da Monica Dolan.
Vivace ma gentile che diventa amica di Amelia.
- Lady Steyne, interpretata da Sally Phillips.
Moglie di Lord Steyne e amica di Becky.
- Generale Tufto, interpretato da Richard Dixon.
Generale nella battaglia di Waterloo.
- Sig. Raggles, interpretato da Peter Wight.

## Accoglienza
La miniserie è stata accolta positivamente dalla critica per l'ambientazione e per l'interpretazione di Olivia Cooke. Sull'aggregatore di recensioni Rotten Tomatoes la miniserie ottiene l'89% delle recensioni professionali positive, con un voto medio di 7,00 su 10 basato su 38 critiche. Il consenso critico del sito web indica, "La brillante interpretazione di Olivia Cooke dell'esuberante e intrigante Becky Sharp in Vanity Fair rende questo adattamento del romanzo classico di Thackeray più verosimile ad un pubblico del XXI secolo." Metacritic, invece, ha assegnato un punteggio di 66 su 100 basato su 7 recensioni, indicando "recensioni generalmente favorevoli".